# Heteropanax phanrangensis
Heteropanax phanrangensis är en araliaväxtart som beskrevs av C.B.Shang. Heteropanax phanrangensis ingår i släktet Heteropanax och familjen Araliaceae. Inga underarter finns listade.